# Deroplia annulicornis
Deroplia annulicornis là một loài bọ cánh cứng trong họ Cerambycidae.